# Sabinas Hidalgo
Sabinas Hidalgo là một đô thị thuộc bang Nuevo León, México. Năm 2005, dân số của đô thị này là 32040 người.